# Zwartkopbaardloper
De zwartkopbaardloper (Leistus terminatus) is een keversoort uit de familie van de loopkevers (Carabidae). De wetenschappelijke naam van de soort werd in 1793 gepubliceerd door Georg Wolfgang Franz Panzer.